# Portugália
PGA - Portugália Airlines (Companhia Portuguesa de Transportes Aéreos S.A.) o simplemente Portugália Airlines es una aerolínea regional con base en Lisboa (Portugal). Desde el año 2007 pertenece a TAP Air Portugal. Fundada en 1988 como una compañía independiente, actualmente opera vuelos internacionales y domésticos desde los aeropuertos de Lisboa y Oporto para TAP Express.
Desde la reestructuración del grupo TAP en 2016, todas sus operaciones comerciales se realizan bajo la marca comercial TAP Express, por lo que, si bien sigue existiendo, ya no opera de cara al público bajo su denominación original.

## Historia
La aerolínea fue establecida el 25 de julio de 1988 como una compañía por acciones, pero tuvo que esperar dos años antes de poder empezar a operar, debido a un atraso en la liberalización del transporte aéreo. Empezó sus operaciones el 7 de julio de 1990 con un vuelo desde Lisboa a Oporto. También voló desde Lisboa a Faro el mismo día. Empezó sus operaciones con vuelos de cabotaje regulares y vuelos chárter internacionales, dado que los vuelos internacionales regulares no estaban permitidos por entonces bajo la legislación portuguesa. De hecho, tuvo que esperar a junio de 1992 para prestar servicio en este tipo de rutas, desde Lisboa y Oporto.
En 1993, Portugália, comenzó a dar beneficios, tras la desconfianza de los años iniciales de actividad. Dos años más tarde la compañía, ya tenía una flota de seis Fokker F100, adquiriendo posteriormente cinco Embraer ERJ-145 al final de la década de los 1990
En 2001, fue elegida por Skytrax, una empresa inglesa dedicada a la calidad de  aerolíneas, como la mejor compañía regional de Europa, hecho que se repitió en los seis años siguientes.
En marzo de 2005, se firmó un acuerdo de códigos compartidos con Air Europa. Como consecuencia de este acuerdo, Air Europa, pasó a incluir su código en todos los vuelos operados por Portugalia entre Portugal y España. El código pasa a figurar en los vuelos operados por Air Europa con destino a las Islas Baleares, Canarias, Santiago de Compostela, Roma y Varsovia.
En noviembre de 2006, la compañía aérea TAP Portugal anunció su intención de adquirir el paquete accionarial de la compañía ostentado por el Grupo Espírito Santo (GES), y que ascendía al 84.34% del capital. Tras un largo periodo de aprobación por parte de las autoridades lusas de competencia, el negocio se consumó en junio de 2007.

## Servicios

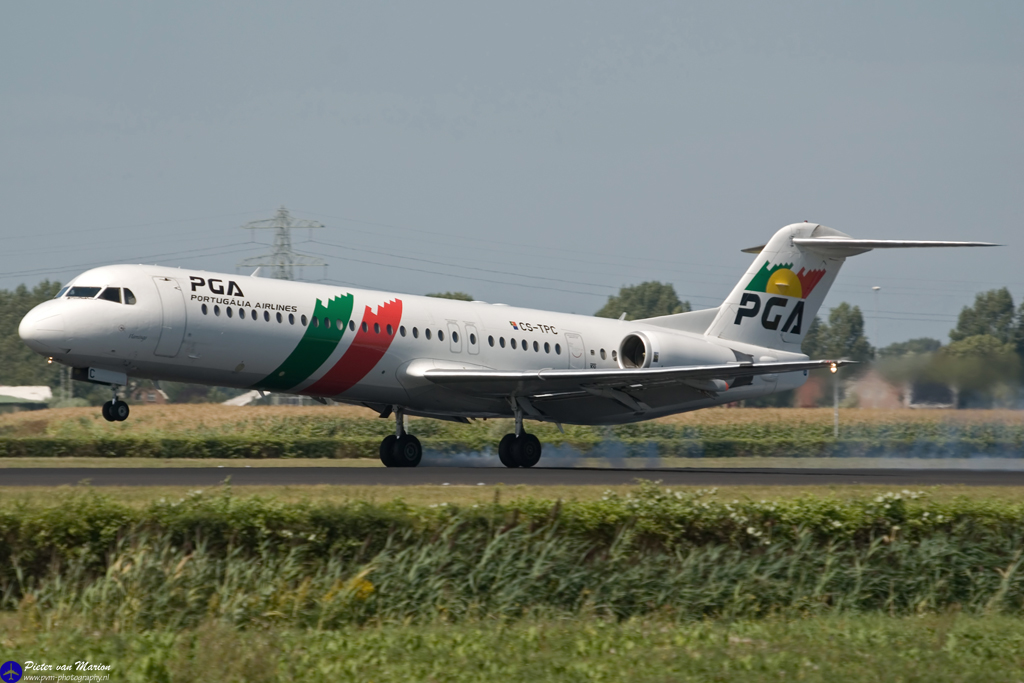
Fokker 100

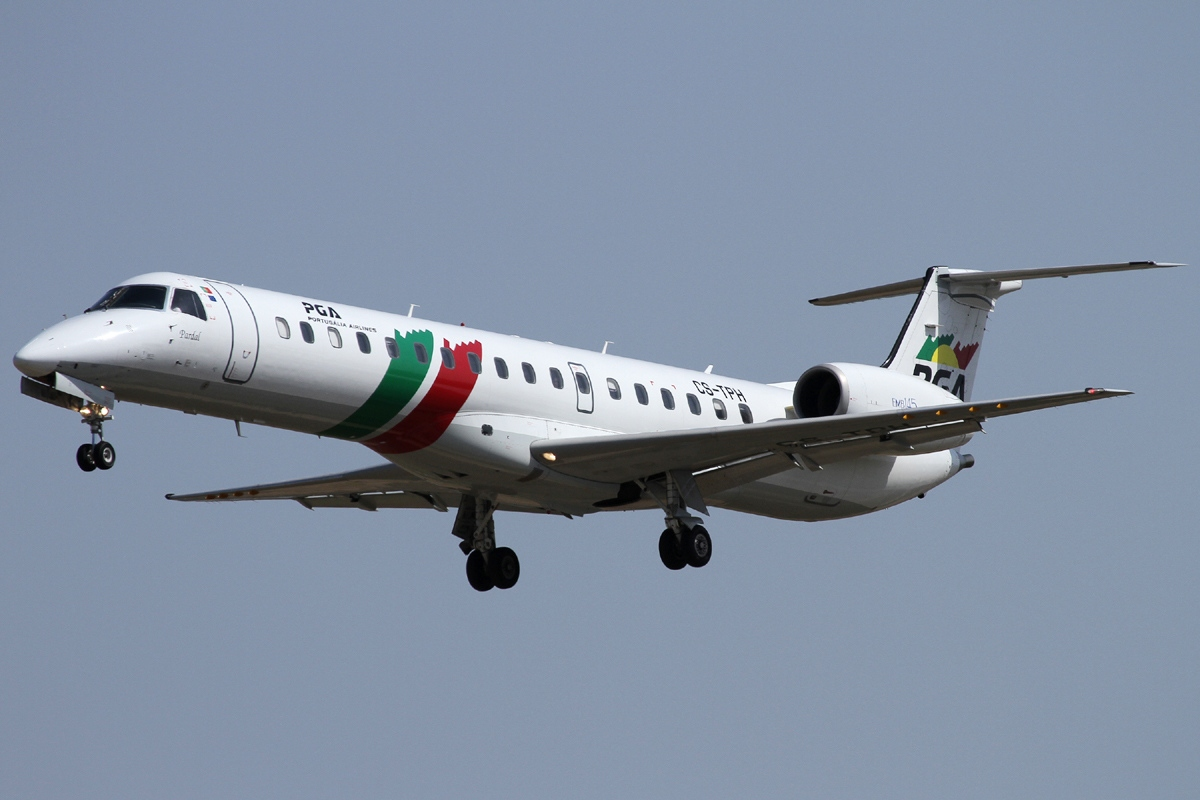
Embraer 145

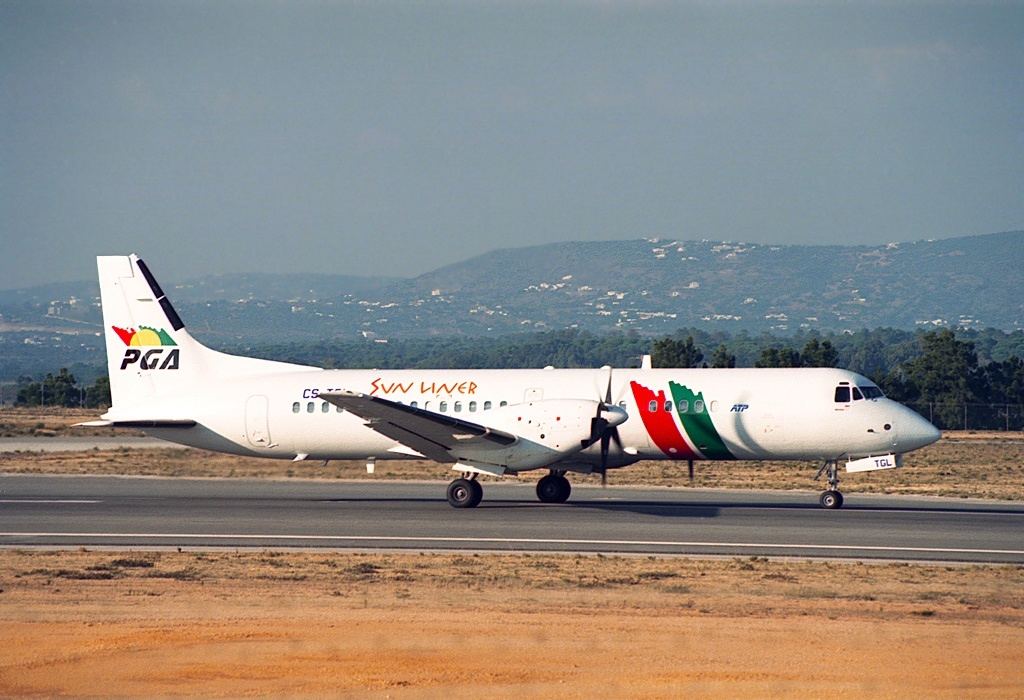
British Aerospace ATP

La siguiente es una lista con las ciudades y aeropuertos servidos por Portugália (a septiembre de 2006):

### Domésticos
- Funchal (Aeropuerto de Madeira)
- Lisboa (Aeropuerto de Portela) Hub
- Oporto (Aeropuerto Francisco Sá Carneiro) Ciudad Foco

### Europa

#### Francia
- Lyon (Aeropuerto de Lyon-Saint Exupéry)
- Marsella (Aeropuerto de Marsella-Provenza)
- Niza (Aeropuerto de Niza-Costa Azul)
- París (Aeropuerto de París-Charles de Gaulle)
- Toulouse (Aeropuerto de Toulouse-Blagnac)

### Italia
- Milán (Aeropuerto de Milán-Malpensa)

### Países Bajos
- Ámsterdam (Aeropuerto de Schiphol)

### España
- Barcelona (Aeropuerto de Barcelona)
- Bilbao (Aeropuerto de Bilbao)
- La Coruña (Aeropuerto de La Coruña)
- Madrid (Aeropuerto de Madrid-Barajas)
- Málaga (Aeropuerto de Málaga-Costa del Sol)
- Asturias (Aeropuerto de Asturias)
- Sevilla (Aeropuerto de Sevilla)
- Valencia (Aeropuerto de Valencia)
- Vigo (Aeropuerto de Vigo) (comienza el 1 de julio de 2016)

### Suiza
- Zúrich (Aeropuerto Internacional de Zúrich)

## Flota

### Flota Actual
La flota de Portugalia incluye las siguientes aeronaves, con una edad media de 12,5 años (en agosto de 2023):

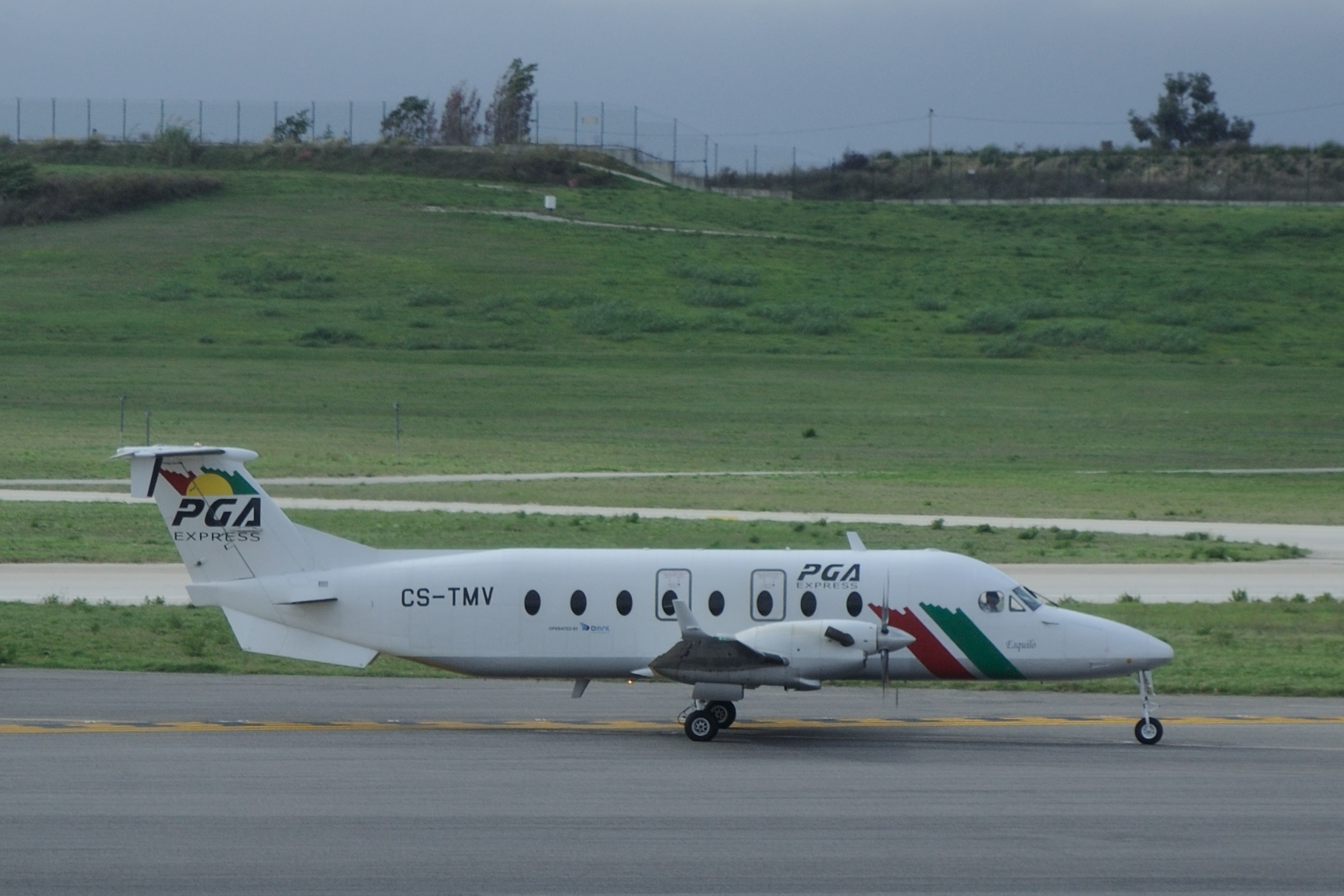
PGA Beechcraft de PGA Express